# Diogènids
Els diogènids (Diogenidae) són una família de crustacis decàpodes anomurs de la superfamília Paguroidea.
És una de les dues famílies de bernats ermitans present als Països Catalans, al costat dels pagúrids. Un dels exemplars més comuns és la pada o piada (Clibanarius erythropus) que s'emparen sovint de conquilles de Gibbula.

## Sistemàtica
La família Diogenidae inclou 15 gèneres:
- Areopaguristes Rahayu & McLaughlin, 2010
- Cancellus H. Milne Edwards, 1836
- Clibanarius Dana, 1852
- Diogenes Dana, 1851
- Isocheles Stimpson, 1858
- Loxopagurus Forest, 1964
- Paguristes Dana, 1851
- Paguropsina Lemaitre, Rahayu & Komai, 2018
- Paguropsis Henderson, 1888
- Petrochirus Stimpson, 1858
- Pseudopaguristes McLaughlin, 2002
- Pseudopagurus Forest, 1952
- Strigopagurus Forest, 1995
- Tetralobistes Ayon-Parente & Hendrickx, 2010
- Tisea Morgan & Forest, 1991